# Hermann van dem Sande
Hermann van dem Sande war von 1384 bis 1431 der 15. Abt des Klosters Liesborn.

## Leben
Hermann van dem Sande war Sohn eines Knappen Remfried und von Alveke von dem Sande und stammte somit aus dem bei Lippstadt und Soest ansässigen Zweig der Adelsfamilie.
Über die Wahl zum Abt oder seine Benediktion ist nichts bekannt. Hermann van dem Sande wurde erstmals für den 18. Juni 1384 in einer Urkunde als Abt bezeugt, also noch vor dem im Nekrolog überlieferten Todestag seines Vorgängers Wessel von der Recke. Als Zeuge und Klosterbruder wird Hermann van dem Sande bereits zuvor zweimal erwähnt, über seine Rolle im Kloster ist jedoch nichts überliefert. Auch sein Wirken als Abt liegt weitgehend im Dunklen, denn seine Amtszeit fiel in die Zeit eines territorialen Konflikts zwischen Lippe, Tecklenburg und Münster, der das Kloster schwer traf.